# Haplochromis labiatus
Haplochromis labiatus är en fiskart som beskrevs av Trewavas, 1933. Haplochromis labiatus ingår i släktet Haplochromis och familjen Cichlidae. IUCN kategoriserar arten globalt som nära hotad. Inga underarter finns listade i Catalogue of Life.